# 아이작 뉴턴
아이작 뉴턴(영어: Isaac Newton, 율리우스력 1642년 12월 25일~1726년/1727년 3월 20일, 그레고리력 1643년 1월 4일~1727년 3월 31일)은 잉글랜드의 수학자, 물리학자, 천문학자이다.
1687년 발간한 《자연철학의 수학적 원리》는 고전역학과 만유인력 기본 바탕을 제시하며, 과학사에서 영향력 있는 저서 가운데 하나로 꼽힌다. 이 저서에서 뉴턴은 다음 3세기 동안 우주의 과학적 관점에서 절대적이었던 만유인력과 3가지 뉴턴 운동 법칙을 저술했다. 뉴턴은 케플러의 행성운동법칙과 그의 중력 이론 사이 지속성을 증명하는 방법으로 지구와 천체 위 물체의 운동을 증명함으로써 태양중심설에 관한 마지막 의문점을 제거하고 과학 혁명을 앞당겼다.
뉴턴은 또한 첫 번째 실용적 반사 망원경을 제작했고, 프리즘이 흰 빛을 가시 광선으로 분해하는 스펙트럼을 관찰한 결과를 바탕으로 빛에 관한 이론도 발달시켰다. 또한, 그는 실험으로 뉴턴의 냉각 법칙을 발명하고 음속을 연구했으며, 뉴턴 유체 개념을 고안하였다.
수학적 업적으로 뉴턴은 고트프리트 빌헬름 라이프니츠와 함께 미적분학에 이바지했다. 또한, 그는 일반화한 이항정리를 증명하고, 소위 뉴턴의 방법이라 불리는 미분 가능한 연속 함수 f에 관해 방정식 {\displaystyle f(x)=0}에서 미분계수와 접선을 반복해서 구하여 근에 근사하게끔 하는 방법을 발견하고, 거듭제곱 급수 연구에 이바지했다.
갈릴레이가 자연현상이 수학적으로 잘 표현된다는 점을 보여주었고, 뉴턴은 《자연철학의 수학적 원리》라는 제목으로 그가 만든 역학을 출판하였다. 사실상 물리학의 시작이라고 할 수 있으며, 이후로 모든 물리학 이론에서 수학적 모델링이 필수적으로 요구되고 있다. 또한 17세기에 과학적 방법이 등장하고 과학이 시작되는데 크게 기여하였다.
- 17세기 말경 뉴턴은 물체에 가해지는 힘이 속도가 아니라 가속을 일정한 비율로 증가시킨다는 것을 증명하였다.
- 뉴턴은 1687년 물체의 운동에 관한 3가지 법칙을 《프린키피아》에서 증명했다.

뉴턴은 2005년 영국 왕립학회 회원들을 대상으로 한 “아이작 뉴턴과 알베르트 아인슈타인 중에서 과학사에 더 큰 영향을 끼치고, 인류에게 더 큰 공로를 한 사람이 누구인가"를 묻는 설문 조사에서 2가지 항목 모두에서 우세를 보임으로써, 여전히 과학자들에게 영향력이 있음이 입증했다.
뉴턴은 전통적인 기독교 성직자는 아니었지만, 신앙심 또한 깊었다. 그는 그를 오늘날까지 기억되도록 만든 자연과학보다도 성서 해석이나 오컬트 연구에 더 많은 시간을 쏟았다고 한다. 그 결과, 마이클 H. 하트(Michael H. Hart)가 저술한 "The 100"에서 역사상 두 번째로 많은 영향을 끼친 사람으로 기록되었다. 그는 삼위일체설을 부정하였고 유일신인 창조주를 믿었다.

## 생애

### 어린 시절
아이작 뉴턴은 율리우스력 1642년 12월 25일 (그레고리력 1643년 1월 4일), 잉글랜드 동부 링컨셔주 울즈소프에서 장원을 소유하고 있었던 농부집안의 아들, 아이작 뉴턴 시니어와 어머니인 해나 에이스커의 아들로 태어났다. 그가 태어나기 전, 1642년 10월에 아버지, 아이작 뉴턴 시니어는 세상을 떠나고, 아이작 뉴턴은 조산아로서, 몸집이 매우 작은 아이로 태어나게 되었다. 훗날 아이작 뉴턴 본인이 자신의 조카사위인 존 콘듀잇 (John Conduitt) 에게 회고한 바에 따르면, 그는 "세상에 태어날 때 쿼트 냄비에 들어갈 정도로 아주 작았고, 목이 어깨에서 떨어지지 않게 하려면 덧배개로 계속 받쳐야 할 만큼 아주 갸냘팠다"고 한다. 이후 1646년, 뉴턴이 3살이었을 때, 그의 어머니 해나 에이스커가 가 이웃 마을 노스위덤의 목사, 바나바스 스미스와 재혼하면서, 그는 외가의 손에 맡겨지게 되었다. 뉴턴은 성공회 사제인 그의 양아버지에게 적대감을 보였는데, 이런 사실은 뉴턴이 쓴 "1662년 오순절까지의 죄 목록"에도 적혀 있다. 뉴턴의 어머니는 아이를 3명 (해나, 벤자민, 메리) 더 낳았으나 1653년에 양아버지가 죽자 돌아왔다.
그로부터 2년 후, 아이작 뉴턴은 그랜섬의 문법학교 (현대로 따지면 중등교육기관에 해당한다) 로 보내져, 라틴어와 희랍어등의 고전어 교육을 받는다. 그랜섬에서 그는 하이 스트리트의 조지 여인숙 옆에 있는 약제사 클라크 씨의 집에서 하숙을 하며, 처음으로 화학에 흥미를 보이기 시작한다. 문법학교에서는 처음에 성적이 좋지 않은 학생으로 여겨졌으나, 결국 반에서 수석이 된다. 그러나 그로부터 1658년에서 1659년 즈음,아이작 뉴턴의 어머니는 아들을 다시 울즈소프의 집으로 불러들여 농장 일을 가르친다. 그러나, 아이작 뉴턴은 농장 일에 전혀 소질을 보이지 못했고, 그랜섬 학교 교장 헨리 스토크스와 어머니 해나의 오빠 윌리엄 에이스커가 그를 다시 그랜섬 학교로 보내 대학 진학을 준비하게 하자고 그녀를 설득한다. 따라서 아이작 뉴턴은 다시 그랜섬 문법학교로 돌아가, 학문에 전념하고, 1661년 6월, 케임브리지 대학교 트리니티 칼리지에 입학하게 된다.

### 대학 시절
1661년 6월 뉴턴은 선생님의 제안으로 영국 케임브리지 대학교 트리니티 칼리지에 입학하였다.
그 시절 대학의 가르침은 아리스토텔레스의 철학에 기반을 두고 있었는데, 뉴턴은 이를 르네 데카르트와 같은
현대 철학자의 철학으로 바꾸고, 천문학 역시 갈릴레오 갈릴레이와 같은 천문학자의 이론으로 대신하였다.
1665년 그는 이항정리를 일반화하였다.
1665년 영국에서는 흑사병이 대대적으로 유행하게 되어, 이 기간 동안 케임브리지 대학교는 폐교하였다. 이 시기 뉴턴은 2년 동안 고향에 내려가 있었다. 그의 위대한 업적의 대부분은 이 시기, 즉 1665~1666년에 싹튼 것으로, 유명한 사과의 일화도 이 무렵의 일이다. 2년간의 한적한 시골살이는 과학과 철학에 대한 사색에 많은 시간을 할애할 수 있는 기회를 주었으며, 이 시기에 수학, 광학, 천문학, 물리학의 중요한 발견들을 해냈다.
그래서 뉴턴 스스로도 2년간의 휴학 기간에 대해 "발견에 있어서 전성기를 이루었다"고 평가하였다.
1667년 케임브리지 대학교가 다시 문을 열자, 뉴턴은 다시 케임브리지 대학교로 돌아와서 석사 학위를 받았고, 이듬해에는 반사 망원경을 만들었다.
이 공로로 뉴턴은 1672년 왕립학회 회원으로 뽑혔다. 이보다 앞선 1669년에는 뉴턴의 지도 교수였던 아이작 배로 교수의 뒤를 이어서,
케임브리지 대학교 수학과 교수가 된 후, 미적분학에 대한 연구를 시작하였다. 이때 뉴턴이 했던 기여들은 고트프리트 빌헬름 라이프니츠와의 우선권 문제로 오랫동안 논쟁이 계속되기도 하였다. 그는 새 망원경을 만들어 왕립 학회에 제출함으로써 능력을 인정받기 시작했다. 왕립 학회는 그것에 감명받아 1672년에 뉴턴을 회원으로 선출하였다. 1672년에 획기적인 발견을 했다. 캄캄한 방 안에서 가느다란 빛줄기가 프리즘을 통과하면 빨간색부터 보라색에 이르는 무지개 색과 똑같았다. 이렇게 갈라진 전체색의 빛을 렌즈에 통과시키면 다시 백색광으로 변했다. 뉴턴은 색은 빛의 기본 요소이며, 백색광은 스펙트럼상의 모든 색이 합쳐진 결과라고 결론 내렸다. 또, 스펙트럼상의 모든 색의 빛은 각각 굴절 정도가 다르며 고유하다는 사실도 알아냈다.
1675년 박막의 간섭 현상을 발견하였는데, 여기서도 그의 "빛의 입자설"과 네덜란드의 크리스티안 하위헌스가 발표한 "빛의 파동설"의 엇갈린 주장으로,
두 사람 사이에는 한동안 논쟁이 계속되었다.(단, 오히려 라이프니츠와 뉴턴이 서로의 수학적인 업적들을 인정하고 존경했다고 하는 사람들도 있어서 어느 쪽이 사실인지는 아직도 확실하지 않다.) 번외로, 뉴턴은 실험한답시고 자신의 눈을 찔렀었다 (몇달 앓긴 했으나 나아졌다).

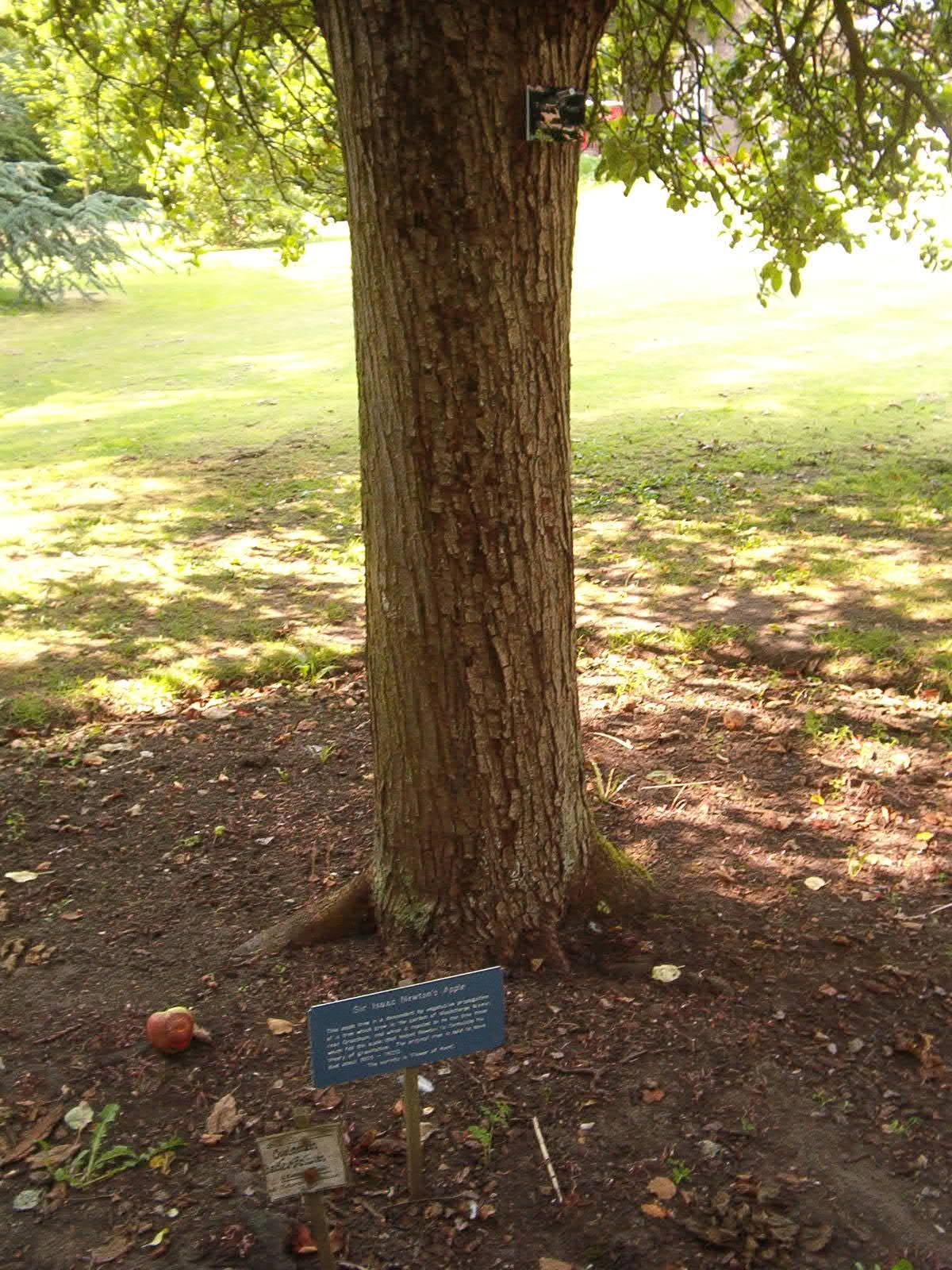
케임브리지 대학교 식물원에 있는 "뉴턴의 사과나무"

만유인력의 구상은 오래 전부터 싹이 터 있었으나, 요하네스 케플러의 행성 운동에 관한 3가지 법칙, 갈릴레오 갈릴레이의 지상 물체의 운동 연구, 크리스티안 하위헌스의 진동론 등을 종합·통일하기 위하여, 이론적 연구에 많은 시간을 들였다. 물체 운동 및 만유인력의 기초 법칙을 2대 지주로 하는 이론 역학을 세운 것은 그의 저서 《자연철학의 수학적 원리》에서였으므로, 착상 이래 20년 후의 일이었다.(사람들은 흔히, 사과나무에서 사과가 떨어진 것을 보고 만유인력의 법칙을 생각해낸 뉴턴의 모습을 떠올린다. 이는 후에 뉴턴 본인이 자신과 친분이 두터웠던 과학자 윌리엄 스터클리에게 말년에 진술한 일화이다. 이는 나중에 스터클리의 ‘아이작 뉴턴경의 삶에 대한 회고록(Memoirs of Sir Isaac Newton’s life)‘에 실려 세상에 공개되었다)
뉴턴은 1684년 핼리 혜성을 발견한 것으로 유명한 천문학자 에드먼드 핼리와 행성 운동에 대해서 토론할 정도로 천문학에도 식견이 있었다.
1717년, 뉴턴은 에테르의 존재를 확인할 수 있는 실험을 고안했다. 밀봉된 두 유리 용기에 온도계를 넣었더니. 진공 속에 넣은 온도계가 다른 온도계만큼 빠른 속도로 온도가 올라갔다. 뉴턴은 이것을 공기보다 더 적게 존재하는 미묘한 에테르를 통해 열이 전달되기 때문이라고 결론 내렸다.

### 정치 활동
뉴턴은 국회의원(1689년)과 왕립 조폐국의 국장(1696년) 등의 사회 활동, 연금술사로서의 활동 등 다양한 활동을 했다. 앙숙 관계였던 로버트 훅이 죽은 뒤, 뉴턴은 런던 왕립학회의 의장(1703년)에 취임하였다. 뉴턴은 앤 여왕에 의해 1705년에 최하위 훈작사 작위를 받기도 했다.

### 신앙생활
뉴턴은 성공회신자였지만 그의 생활은 청교도적이었다. 그는 삼위일체를 부정했다. 그래서 그를 소시니안주의자라고 부르기도 한다. 그는 3-5세기에 기독교가 초기시대의 신앙에서 벗어 났다고 주장했다. 그는 그리스도의 신성을 부인했으나 그리스도가 재림한다고 믿었다. 그래서 그는 성경의 연대기를 연구하였다.
| “ | 태양과 행성들 그리고 혜성들의 아름다운 체계는 이지적이고 능력 있는 분의 계획과 주관 아래에서만이 가능하다. 이 분은 세계의 영혼으로서가 아니라 만물의 주인으로 모든 것을 다스린다. 그리고 그러한 사실 때문에 그분은 주 하나님으로 불린다. 하나님은 영원히 존속하며 어디든지 존재한다. | ” |

### 사망
뉴턴은 1727년 3월 31일 84세의 나이로 잠자던 중 편안하게 세상을 떠났다. 그의 유해는 웨스트민스터 사원에 안장되었다.
흔히 시인 알렉산더 포프가 쓴 것으로 알려진,
| “ | 자연과 자연의 법칙이 밤의 어둠 속에 감춰져 있었다. 신(神)께서 말씀하시길 뉴턴이여 있으라 하시니 어둠이 모든 빛이 되었다. | ” |

가 뉴턴의 묘비명으로 널리 알려져 있지만, 이는 웨스터민스터 묘비문에 쓰이지 않았고, 실제로 쓰인 뉴턴의 묘비문은 다음과 같다.
H. S. E. ISAACUS NEWTON Eques Auratus, / Qui, animi vi prope divina, / Planetarum Motus, Figuras, / Cometarum semitas, Oceanique Aestus. Sua Mathesi facem praeferente / Primus demonstravit: / Radiorum Lucis dissimilitudines, / Colorumque inde nascentium proprietates, / Quas nemo antea vel suspicatus erat, pervestigavit. / Naturae, Antiquitatis, S. Scripturae, / Sedulus, sagax, fidus Interpres / Dei O. M. Majestatem Philosophia asseruit, / Evangelij Simplicitatem Moribus expressit. / Sibi gratulentur Mortales, / Tale tantumque exstitisse / HUMANI GENERIS DECUS. / NAT. XXV DEC. A.D. MDCXLII. OBIIT. XX. MAR. MDCCXXVI

이를 직역하면, 다음과 같은 뜻이 된다.
 이곳에 아이작 뉴턴 경이 묻혀있나니, 신성에 필적하는 지성의 힘으로, 행성의 운행과 형상, 혜성의 경로, 대양의 조석을 자신의 수학으로 불 밝혀서 처음으로 설명하였다. 여러 광선의 차이점과 여기서 생겨나는 여러 색상의, 이전에는 어느 누구도 의심하지 않았던 성질을 탐구하였다. 자연과 고대와 성서의 면밀하고 예리하며 충실한 통역자인 그는, 지극히 선하시고 위대하신 신의 위엄을 철학으로 확립하고, 복음의 간결함을 그의 방식으로 표현하였다. 인간들이여 이토록 위대한 인류의 영광이 있었음을 기뻐하여라. 1642년 12월 25일 출생. 1726년 3월 20일 사망.

## 업적

### 미적분학에 기여
적분은 고대에 무한대(無限大), 무한소(無限小), 극한(極限)을 생각하여 원의 넓이 구의 부피 등을 계산하는 구분 구적법으로 알려져 있었다. 대표적으로 카르타고의 수학자 아르키메데스의 저작이 있다. 14세기 인도 수학자의 저작에는 삼각함수의 테일러 급수가 완전한 형태로 등장하며, 함수의 미분이 등장한다. 프랑스의 수학자 피에르 드 페르마는 무한소를 다루며 함수를 미분하여 극대와 극소를 구하는 방법을 창안하였다. 미분과 적분을 한데 묶어주는 핵심적 정리인 미적분학의 기본정리는 뉴턴이 활동하기 이전에 증명되지 않은 채 알려져 있었고, 아일랜드 수학자 제임스 그레고리(James Gregory, 1638–1675)가 처음 증명을 출판하였다. 영국 수학자이자 뉴턴이 다니던 케임브리지 수학과 교수인 아이작 베로(Isaac Barrow, 1630–1677)도 증명을 출판하였다.
뉴턴은 미적분학을 더욱 발전시키고(라이프니츠와 겹치는 부분이 많고, 이는 수학사에서 심심찮게 있는 일이다.), 함수의 근을 구할 때 미분을 해서 접선을 반복해서 그어 근에 수렴하게 하는 방법인 뉴턴법 (뉴턴-랩슨법)을 만들었다.

### 뉴턴 물체의 운동에 관한 3법칙
뉴턴의 운동법칙은 물리학에서 물체의 운동에 관한 역학적 기본 법칙이다. 일반적으로 고전 역학의 기초인 뉴턴의 운동의 세 가지 법칙을 이르는데, 제1법칙은 관성의 법칙, 제2법칙은 가속도의 법칙, 제3법칙은 작용 반작용의 법칙이다.
1. 어떤 물체(질량)에 외부로부터 힘이 작용되지 않으면 그 물체는 원래의 운동상태를 지속한다. 이것을 "관성의 법칙" 라고 한다.
2. 물체에 힘을 작용하면 그 물체에 가속도가 붙게 되는데, 그 가속도의 크기는 "가속도의 작용하는 힘의 크기에 비례"하고, 그 물체의 질량에 반비례한다.
3. 어떤 물체에 작용하는 힘에는 그와 크기가 같고, 방향이 반대인 힘인 "반작용"이 작용한다(작용 반작용의 법칙).

### 중력의 발견
뉴턴의 과학적 발견은 정밀하며 중력의 힘을 수학적 물리량으로 발견한 것이다. 그의 시대에 그는 중력의 역제곱 법칙을 밝힌것으로 세상에 널리 알려지게 되었다. 중력의 역제곱 법칙은 두 물체 사이의 중력 인력은 힘을 두 물체 사이의 거리의 제곱으로 나눈 값에 따라 다르다. 사과가 떨어지게 하는 그 힘이 달을 계속 그 접선 방향으로부터 지구를 향해 떨어지도록 하는 것이 분명하다. 갈릴레오의 책을 읽고 자신의 실험을 수행하면서 뉴턴은 지표면에서의 중력의 힘이 사과를 지면으로 끌어당기는 힘이라는 것을 알았다. 초기에 그의 책 1권에서, 뉴턴은 중력의 개념을 공식화했다. 그리고 나서 그는 어떻게 달을 이용하여 중력을 연구할 수 있는지 설명했다. 만약 이 힘이 매우 작다면 달을 직선으로부터 벗어나게 하는데 충분하지 않을 것이다. 만약 너무 세다면 달의 경로를 너무 많이 휘게 하여 달이 자신의 궤도로부터 지구로 끌려오게 될 것이다. 결국 그는 만유인력의 법칙을 설명했다. 왜냐하면 중력은 물체가 무겁든, 가볍든 크든, 작든 모든 낙하 하는 물체를 똑같이 가속시키기 때문이다. 뉴턴은 수학적으로 증명된 전제들을 가지고 천체현상으로부터 물체를 태양이나 몇몇 행성으로 향하게 하는 중력을 유도해 낸다. 뉴턴은 프린키피아 3권에서 자연 철학의 두 개의 주류의 통합을 달성했다.

### 광학

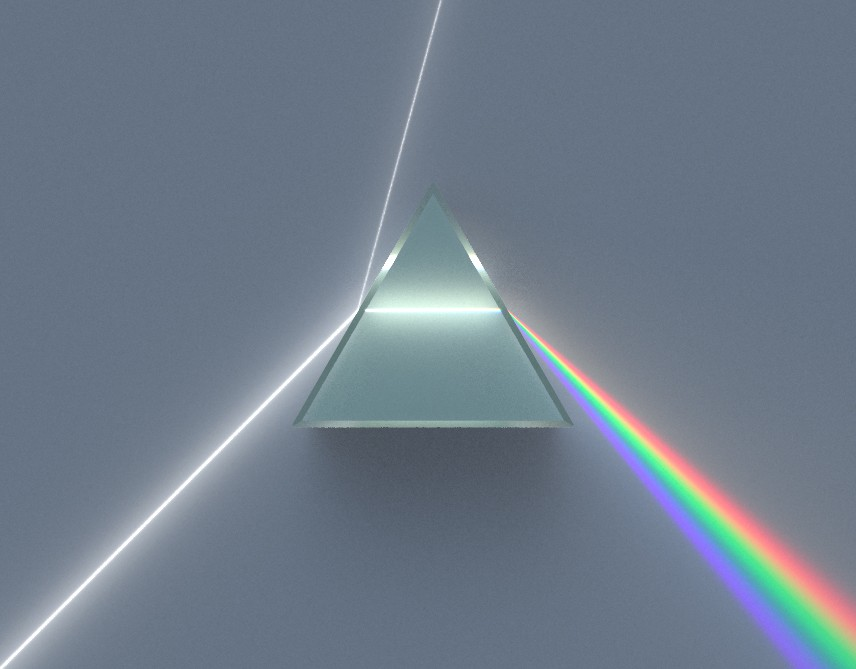
백색광을 분리시키는 프리즘

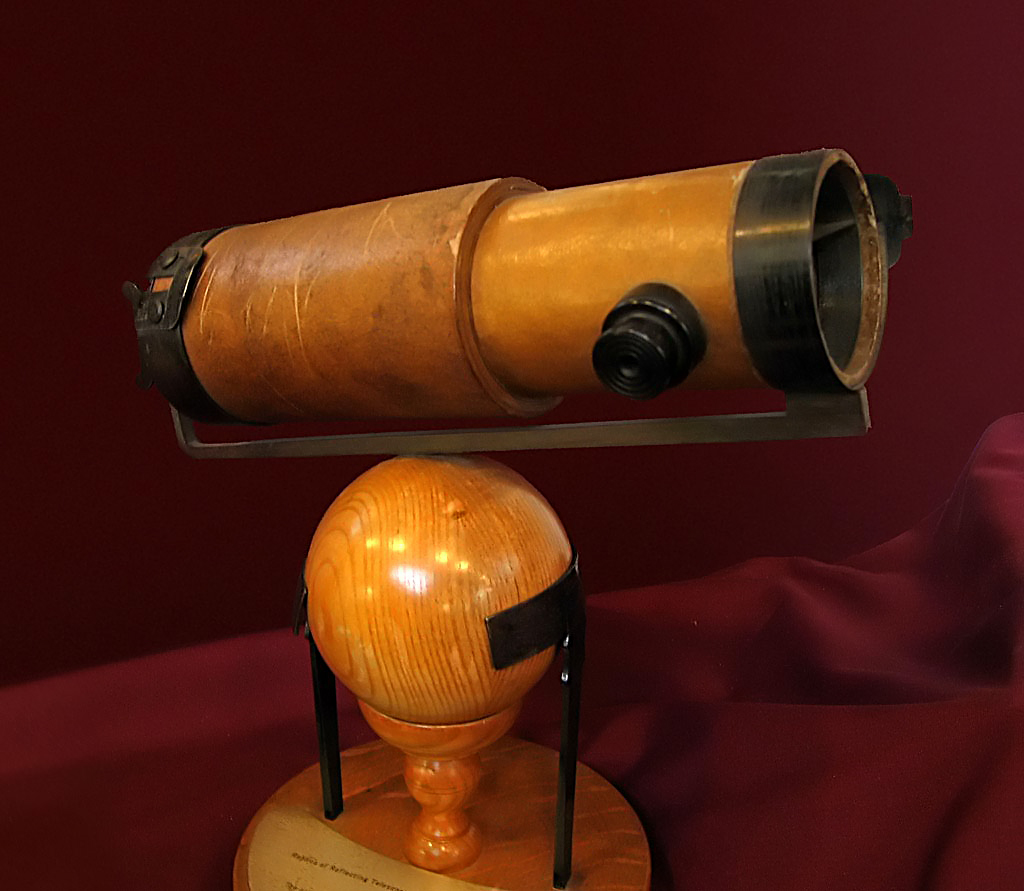
1672년에 만든 뉴턴의 두번째 반사망원경

뉴턴은 프리즘을 연구했었는데, 프리즘으로 하는 초기 실험에서 뉴턴은 다른 색들은 꺾이거나 다른 각도로 굴절된다는 "굴절성"을 가지고 있다는 것을 보여주었다. 프리즘과 벽 사이에 바늘 구멍이 있는 다른 카드를 놓고 완전 적색 또는 청색의 광선이 분리되어 두 번째 프리즘을 통과하도록 하였다. 두 번째 프리즘은 각 색깔의 광선을 다시 굴절시켜 다른 색을 생성하지 않는다. 그는 청색 빛이 적색 빛보다 더 굴절된다는 것을 발견했다. 이 실험은 프리즘이 색을 생성하지 않는다는 것을 보여주었다. 또한 뉴턴은 "빛은 다른 굴절성의 광선들의 집합이다"라고 정리했다. 뉴턴은 새로운 빛과 색의 이론을 증명하기 위해 그는 두개 더 독창적인 실험들을 고안해냈다. 첫번째는 프리즘에 의해 생성되는 스펙트럼의 경로에 렌즈를 놓는 것이다. 렌즈를 이용해 다른 색 광선들을 합성시키면 원래의 흰색 빛으로 복원시킬 수 있는 것이다. 마지막으로 그는 톱니바퀴를 렌즈와 벽 사이에 놓고, 그 톱니가 렌즈로부터 나오는 다른 색 빛의 광선들이 초점에 도달하기 전에 방해하도록 했다. 결과는 벽에 있는 점은 흰 빛이 차단되면서 통과되는 다른 색 광선들에 따라서 변하였다.

## 뉴턴에 대한 일화들
- 독실한 청교도 신자인 뉴턴은 어느 제자가 하느님이 없다고 주장하자, "하느님에 대해서 불경하게 말하지 말게. 나는 하느님에 대해서 연구하고 있다네."라면서 무신론을 주장하지 못하게 했다는 일화가 있다.
- 그는 성경에 많은 관심을 기울였고, 성도(Saint)들이 부활하여 하늘에 살면서 눈에 보이지 않게 그리스도와 함께 다스릴 것이라는 종말론적인 믿음을 갖고 있었다. 그리고 심판 날 후에도 사람들은 계속 땅에서 살 것이며, 단지 1000년 동안이 아니라 영원히 그러할 것이라는 생각을 가지고 있었다. 역사가 스티븐 스노벨렌의 말에 따르면, 그는 그리스도의 임재가 여러 세기 후에 먼 미래에 있을 것으로 생각하였는데 그 이유가 주위에 삼위일체를 믿는 사상들이 뿌리 깊이 퍼져있는 것을 몹시 비관했기 때문이었다. 그는 큰 환난이 오기 전에 복음 전파 활동이 전 세계적으로 있어야 한다고 생각하였다.
- 뉴턴은 연금술에 대해서 연구하였는데, 연구 기록물이 노트 3권 가량이나 되었다고 한다.
- 뉴턴은 케임브리지 대학교의 추천으로 국회의원을 역임했는데, 성격이 조용해서 국회의원 생활에 적응하지 못했다. 그가 1년간의 국회의원 생활을 하면서 유일하게 한 말이 수위에게 한 "문 좀 닫아주시오!"였다고 한다.
- 뉴턴은 《광학》 제4권에서 물리학 전체를 포괄하고 자신이 선택한 과제들을 해결할 수 있는 통일 이론을 소개하려고 했으나, 그가 책상에 촛불을 켜둔 채 외출했다가 그가 기르던 개인 다이아몬드가 초를 물어서 던져버리는 바람에 아직 공개하지 않은 그의 연구들이 모두 잿더미로 변해버렸다는 이야기가 있다.
- 뉴턴은 조폐 공사의 사장에도 임명되었는데, 그는 화폐 위조범을 잡아 처형하는 것을 즐겼다고 한다.
- 뉴턴은 젊은 시절에 약혼한 여성이 있었으나, 그가 연구와 일에 매우 몰두하였기 때문에 결혼까지 이어가지는 못하였고, 평생동안 독신으로 살았다고 한다.
- 그는 시(詩)를 "일종의 천재적인 쓸모가 없는 소리"(a kind of ingenious nonsense)로 여겼다.[20]
- 뉴턴은 손으로 발명품을 만들어 내는 공작에 재능이 있었는데(참고로, 어린 시절에도 뉴턴의 공작 솜씨가 아주 뛰어나서, 초등학생이었던 시절에 학교가 끝난 후, 자신이 직접 만든 물레방아를 돌리고 있었는데, 뉴턴의 솜씨를 샘낸 한 아이가 돌을 던져서, 물레방아를 부숴버렸다고 한다. 그래서 화가 난 뉴턴이 그 아이를 흠씬 팼다는 일화도 있다.) 케임브리지 대학교의 학생일 시절에 휴대할 수 있는 초롱불을 만들어 냈다고 한다. 덕분에 새벽마다 의무적으로 감사성찬례(성공회 미사)에 참석하러 가던 학생들이 편하게 대학교 내 성공회 교회에 갈 수 있었다고 한다.
- 뉴턴은 남해 회사 주식 사건으로 인해서 2만 파운드를 잃은 적이 있었는데, 이 때 "천체의 움직임은 계산할 수 있어도, 사람의 광기는 도저히 측정할 수가 없다.("I can calculate the movement of the stars, but not the madness of men")"라고 말하였다는 일화도 있다.
- 뉴턴이 어떤 학자와 식사 약속을 잡았다. 그러나 풀리지 않던 문제에 대해서 곰곰이 생각해봐도 좋은 생각이 떠오르지 않자, 바람 좀 쐬기 위해서 밖으로 나갔다. 그 학자는 약속을 깜빡 잊은 뉴턴 때문에 혼자 식사를 하고, 결국 뉴턴을 만나지 못한 상태로 집으로 갔다. 문제를 푼 후 뉴턴은 집으로 돌아왔다. 그런데 빈 그릇을 보고, "아! 내가 식사를 이미 한 걸 깜빡했군."이라고 말했다는 황당무계한 일화가 있다.
- 연구하는 도중에 배가 고파진 뉴턴은 하인에게 계란을 가져오라고 했다. 하인이 계란을 가져왔지만, 풀고 있는 문제에 너무 집중을 하는 바람에 끓는 냄비에 계란이 아니라 시계를 넣었다는 일화도 있다.

## 뉴턴의 명언들
- "나는 내가 세상에 어떻게 비춰질지 모른다. 하지만 나 자신에게 나는 아무것도 발견되지 않은 채 내 앞에 놓여 있는 진리의 바닷가에서 놀며, 때때로 보통보다 매끈한 조약돌이나 더 예쁜 조개를 찾고 있는 어린애에 지나지 않는 것 같다."
- "내가 다른 사람보다 더 멀리 앞을 내다볼 수 있다면, 그것은 거인의 어깨를 딛고 서있기 때문입니다."(이 명언은 로버트 훅에게 보낸 편지에 들어 있었는데, 로버트 훅은 자신의 등이 굽고 키가 작은 것에 대한 조롱인 것으로 인식함)
- "인류 역사상 뉴턴이 살았던 시대까지의 수학을 놓고 볼 때, 그가 이룩한 업적이 반 이상이다."(독일의 수학자 고트프리트 빌헬름 라이프니츠가 말한 뉴턴에 대한 명언이다. 흔히 뉴턴과 라이프니츠가 미적분학을 누가 먼저 발견했는가를 놓고 사이가 나빴다고 생각하는데, 미적분 논쟁 초기에 두 사람은 오히려 상대방의 수학적인 업적들에 대해서 서로 존경심을 가지고 있었다고 한다.)
- 나는 천체의 움직임을 계산할 수 있지만, 사람들의 광기는 계산할 수 없다.
- 천재는 인내이다.
- 다른 사람들도 나처럼 열심히 생각한다면, 비슷한 결과를 얻을 수 있을 것이다.

## 평가
- 뉴턴은 "지금까지 태어난 가장 위대하고 유례없는 천재였다" - 데이비드 흄
- 뉴턴은 "과학사에서 대적할 자가 없는 거인"이다. - 스티븐 호킹[4]
- 뉴턴은 "마지막 마법사이자, 바빌로니아인이였으며, 수메르인이였다." - 존 메이너드 케인즈[21]

## 주요 저서
- 1669년 무한 급수에 의한 해석에 관하여(라틴어: De analysi per aequationes numero terminorum infinitas)(출판일은 1711년이다.)
- 1671년 유율법(영어: Method of Fluxions)
- 1684년 물체의 궤도 운동에 관하여(라틴어: De motu corporum in gyrum)
- 1687년 자연철학의 수학적 원리(라틴어: Philosophiae Naturalis Principia Mathematica)
  - 천문학자 에드먼드 핼리의 출판 비용 지원으로 1687년 7월 5일에 출판하였다. 유명한 만유인력의 법칙을 설명할 뿐만이 아니라, 뉴턴 운동 법칙을 통해서 고전역학을 완성한 근대 과학의 명저로 꼽힌다.
- 1704년 광학(영어: Opticks)
- 1707년 보편 수학(라틴어: Arithmetica Universalis)
- 1728년 고대 왕국의 연대기(영어: The Chronology of Ancient Kingdoms)
- 1733년 다니엘의 예언과 요한의 묵시록에 관한 평론(영어: Observations upon the Prophecies of Daniel, and the Apocalypse of St. John)
- 1754년 성서의 주목할 만한 두 변질에 대한 역사학적 해석(영어: An Historical Account of Two Notable Corruptions of Scripture)

## 같이 보기
- 자연철학의 수학적 원리
- 만유인력의 법칙
- 미적분학
- 이항정리
- 절대 공간과 시간